# Dioclea rostrata
Dioclea rostrata är en ärtväxtart som beskrevs av George Bentham. Dioclea rostrata ingår i släktet Dioclea och familjen ärtväxter.

## Underarter
Arten delas in i följande underarter:
- D. r. nitida
- D. r. rostrata